# Loloru
De Loloru is een pyroclastisch schild (schildvulkaan) op het zuidelijke deel van het eiland Bougainville in Papoea-Nieuw-Guinea. De berg heeft een hoogte van 1887 meter en is onderdeel van de Emperor Range.
De top bestaat uit twee geneste caldera's, met een andesiete lavakoepel en een halvemaanvormig kratermeer.
Naar schatting is de vulkaan rond 1050 v.Chr. voor het laatst uitgebarsten.